# NGC 113
NGC 113 (ook wel PGC 1656 of MCG -1-2-16) is een elliptisch sterrenstelsel in het sterrenbeeld Walvis die op ongeveer 198 miljoen lichtjaar afstand van de Aarde staat.
NGC 113 werd op 27 augustus 1876 ontdekt door de Duitse astronoom Ernst Wilhelm Leberecht Tempel.